# Pedres d'Ica

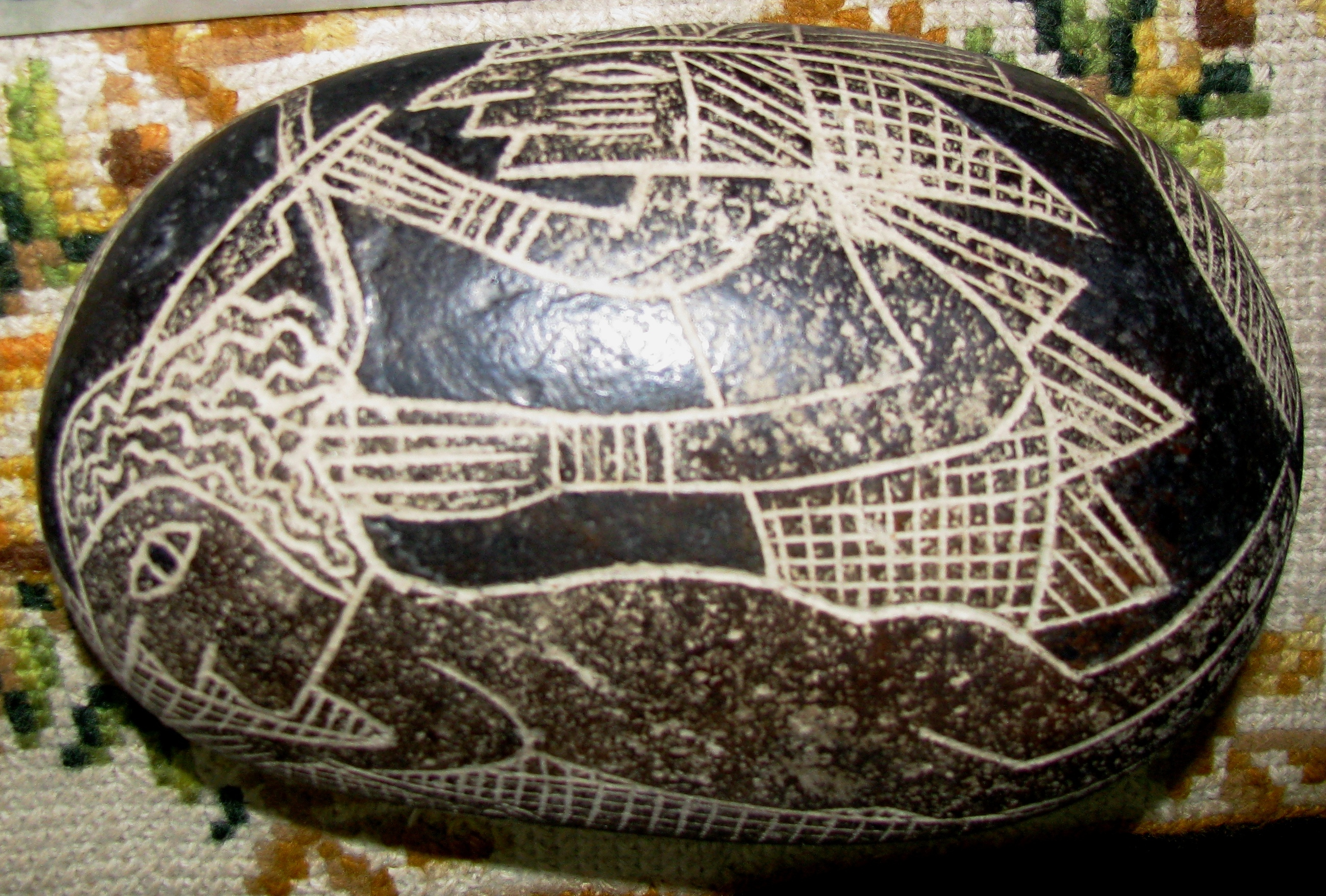
Pedra d'Ica on es pot veure una operació quirúrgica

Les pedres d'Ica són una col·lecció de pedres del tipus andesita provinents d'Ica, Perú, que la ciència considera un frau. Aquestes pedres es caracteritzen per estar decorades amb suposats antics dibuixos de dinosaures i artefactes tecnològics avançats.

## Història
Va ser Javier Cabrera qui va donar a conèixer aquestes pedres. Aquest metge peruà va dir haver rebut una suposada estranya pedra gravada com a regal d'aniversari. Posteriorment, Cabrera va dir que havia identificat el gravat com un dibuix d'un peix que s'havia extingit feia milions d'anys.
Les pedres van cridar l'atenció de Carlos i Pau Soldi, dos col·leccionistes d'objectes d'aquest tipus que no havien aconseguit que la comunitat arqueològica s'interessés amb les seves no ortodoxes conclusions sobre pedres semblants, però van trobar en Cabrera un aliat per la seva causa. Els Soldi li van vendre 341 pedres similars. Igualment Cabrera, tot seguit, va trobar un altre proveïdor, anomenat Basilio Uchuya. D'aquestes i altres fonts, i durant els següents trenta-cinc anys, s'haurien obtingut més de 15.000 pedres gravades.
No obstant això, tot i que han tractat de dir que aquestes pedres són antigues, la comunitat científica després d'estudiar-les, ha demostrat que són un frau.

## Les pedres

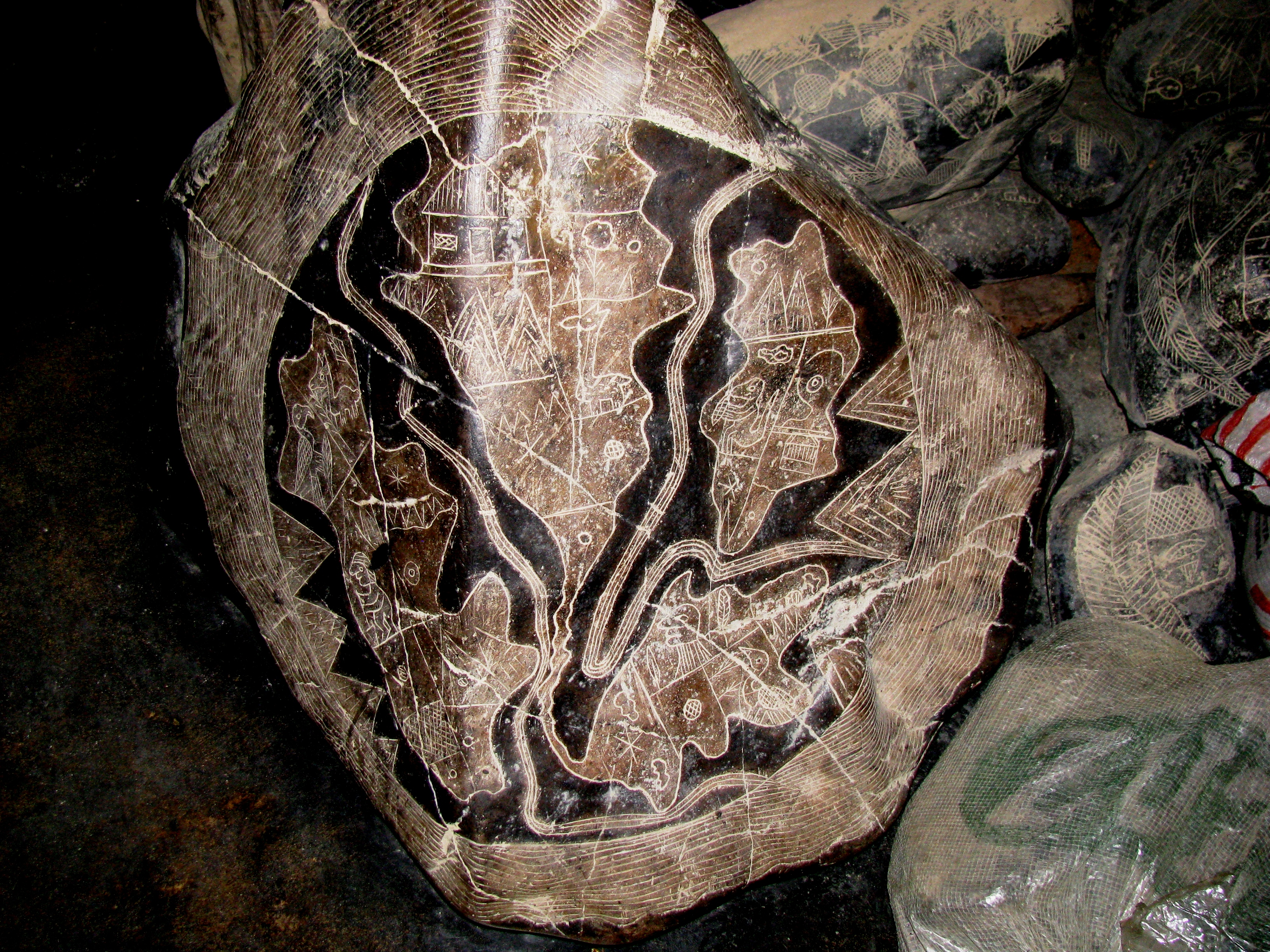
Supòsit mapa de l'hemisferi oriental de la Terra en eres remotes

Les pedres representen una àmplia varietat d'escenes: dinosaures, tecnologia avançada, cirurgia, mapes, i fins i tot, pornografia. Si bé aquestes escenes poden ser ambigües, mostren coneixements de coses que, segons la ciència moderna, són totalment anacròniques (vegeu Oopart). Tot això ha cridat l'atenció de gent que tendeix a dubtar de la ciència moderna, com alguns creacionistes, i els que busquen justificacions històriques per a la ufologia.
Cabrera descriu moltes de les escenes en un assaig, per poder explicar la història de la suposada civilització que, segons ell, havia creat les pedres. Creia que aquestes tecnologies antigues van pertànyer al que ell va anomenar l'humà del Gliptolític, una suposada ètnia extraterrestre. Segons la història descrita per Cabrera, aquesta ètnia hauria arribat fa molt de temps, el suficient com per a coexistir amb els dinosaures, i va crear genèticament l'humà modern. Algun temps després, hauria marxat cap a un altre planeta, abans que passés alguna catàstrofe planetària.
En l'actualitat, encara continua el comerç de pedres que es poden trobar a Lima, Ica, Ocucaje, Santiago i altres municipis del departament d'Ica. La major col·lecció de pedres es pot veure a Ica, a la plaça d'armes de la ciutat, prèvia cita telefònica amb Enma, la secretària del difunt doctor Javier Cabrera Darquea.

## Autenticitat
Segons es diu, aquestes pedres haurien estat trobades en coves i corrents d'aigua. Però en ser roques i no contenir cap material orgànic, no se'ls pot aplicar la datació pel carboni 14. A més a més, els llocs on suposadament es van trobar no han estat revelats, de manera que tampoc és possible esbrinar la seva edat en funció de l'estrat geològic. No obstant això, assumint que les roques fossin tan antigues com es diu, els gravats no tindrien per què ser de la mateixa època, ja que no estan directament relacionades ambdues estimacions de dates.
Neil Steede, un arqueòleg que va investigar les pedres d'Ica per a Els misteriosos orígens de l'home (una pel·lícula que intenta demostrar que l'ésser humà va aparèixer molt abans del que es creu actualment), no va trobar cap capa de corrosió química sobre els gravats, suggerint que els gravats eren realment més recents que les roques.
El 1975, J. J. Benítez va escriure el llibre Va existir una altra humanitat, el qual es basa en les "dades" obtingudes en aquestes pedres.
El 1977, en el documental de la BBC La senda dels Déus se li va fer una entrevista a Basilio Uchuya, que va fabricar una "autèntica" pedra d'Ica amb el trepant d'un dentista i va afegir la capa exterior coent la pedra en un forn amb fem de vaca, tot això en un temps rècord. No obstant això, el 1996, es va publicar un altre documental de la BBC amb una anàlisi escèptica sobre les pedres.
L'augment d'atenció sobre el cas va portar les autoritats del Perú a detenir Basilio Uchuya. Segons la llei peruana, és il·legal vendre descobriments arqueològics. Basilio va negar que les hagués trobades i va reconèixer que eren falsificacions que ell i la seva esposa havien creat. Així, no va ser castigat, i va seguir venent les pedres als turistes com a quincalla. Va confirmar que les havia falsificades durant una entrevista amb Erich von Däniken, però es va retractar durant una entrevista posterior amb un periodista alemany. Els creients en la veracitat de les pedres, però, creuen que, no obstant això, l'explicació del frau no tindria en compte l'edat de Basilio ni el temps que requereix fabricar una d'aquestes pedres. El huaquero podria haver fet, en tota la seva vida, unes 10.000 pedres, però aquesta quantitat no s'acosta en nombre a les 40.000 que s'han catalogat fins ara. No obstant això, cal tenir en compte que tot i la poca confiança i l'escàs incentiu econòmic que pogués tenir Basilio per a falsificar les pedres, no era l'únic proveïdor, i no totes les pedres mostren els anacronismes que les fan tan discutibles.
Els creients igualment indiquen que l'any 1966, Santiago Agurto Calvo, arquitecte i exrector de la Universitat Nacional d'Enginyeria (Perú) de Lima, també hauria recol·lectat nombroses pedres durant anys, ja que posseiria una col·lecció de pedres gravades, extretes, segons es diu, de diversos enterraments pertanyents a les cultures Paracas, Ica, Nazca i Tiahuanaco, que, segons els creients, seria un fet que confirmaria la sacralització de què van ser objecte les pedres per part d'aquestes cultures. No obstant això, aquests indicis, en no ser provats, no han valgut per despertar l'interès de la comunitat científica perquè s'investiguin novament aquestes troballes arqueològiques que ja van ser identificades com a fraudulentes.

### Proves del frau

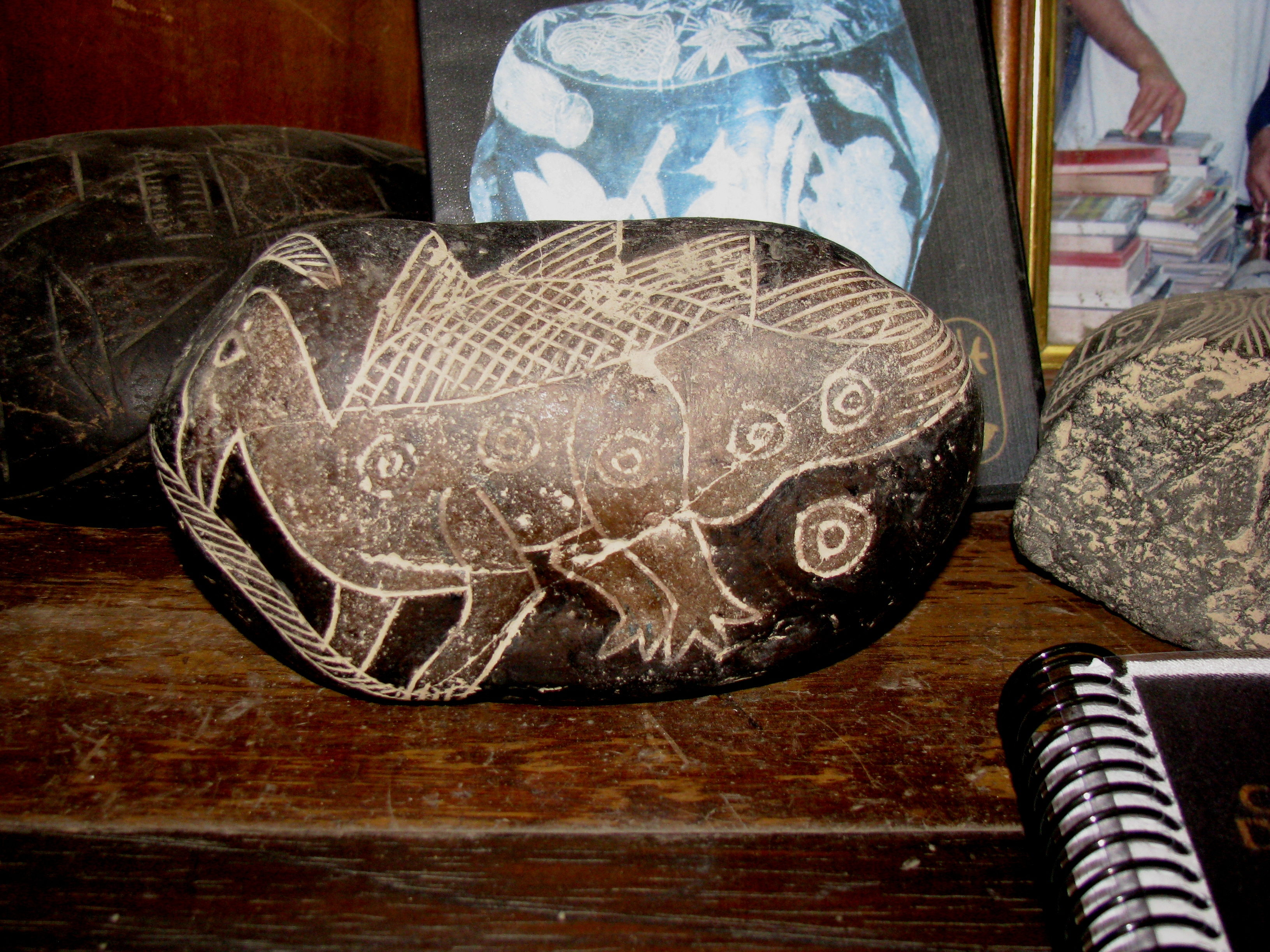
Estegosaure

L'investigador espanyol Vicente París, després de quatre anys d'investigacions, va oferir el 1998 les evidències que van demostrar que les pedres són realment un frau. Entre les proves presentades per aquest investigador, hi ha microfotografies de les pedres que mostren restes de pintures actuals, així com l'ús de paper de vidre.
Altres anàlisis que donen suport a l'existència del frau és que entre els gravats que mostren aquestes pedres, les imatges de dinosaures només representen els dinosaures més coneguts i populars en l'època que les pedres van sortir a la llum (triceratops, tiranosaure, brontosaure, estegosaure i el Pteranodon (el més conegut representant dels pterosaures)), i es comet l'error d'ajuntar dinosaures de diferents períodes geològics i llocs de la Terra, a part d'errors anatòmics i fisiològics en aquests animals. Per exemple, algunes d'aquestes pedres representen escenes en què humans practiquen cesàries a dinosaures i altres rèptils, mentre aquests eren ovípars, o es mostren dinosaures sauropodomorfes atacant i devorant éssers humans, mentre se sap que eren herbívors. Altres arguments en contra d'aquestes pedres exposen la incongruència entre la tecnologia representada en les pedres i la seva qualitat tècnica, suposant que ambdós fets provenen d'una mateixa cultura.